# Odontoscapus tuckeri
Odontoscapus tuckeri är en stekelart som först beskrevs av Charles Thomas Brues 1924.  Odontoscapus tuckeri ingår i släktet Odontoscapus och familjen bracksteklar. Inga underarter finns listade i Catalogue of Life.